# Christopher Pratt
Ne doit pas être confondu avec Christopher Pratt (artiste) ou Chris Pratt.
Pour les articles homonymes, voir Pratt.
 (janvier 2020).
 (janvier 2020).
 (mars 2010).
Si vous disposez d'ouvrages ou d'articles de référence ou si vous connaissez des sites web de qualité traitant du thème abordé ici, merci de compléter l'article en donnant les références utiles à sa vérifiabilité et en les liant à la section « Notes et références ».
Christopher Pratt né le 15 janvier 1981 à Marseille (Bouches-du-Rhône) est un navigateur et skipper professionnel français.

## Biographie
Après un parcours en sport études et un titre de Vice-champion du monde en dériveur à seulement 18 ans, il s’est essayé aux plus grandes courses dans son domaine (Solitaire du Figaro, Transat Jacques Vabre, Transat AG2R, Tour de France à la voile, Route du Rhum, etc.). 
S’imposant comme le « jeune qui monte »vainqueur du Challenge espoir Crédit Agricole en 2005 puis des Filières du Talent DCNS en 2008, il fait une performance remarquée sur la Route du Rhum 2010 pourtant benjamin de la classe IMOCA. C’est ensuite auprès de skippers de renom comme Armel Le Cleac’h ou Jérémie Beyou qu’il continue ses classes avec notamment deux podiums successifs sur la Transat Jacques Vabre en 2011 et 2013.
Après un retour remarqué à l’été 2016 sur la Solitaire du Figaro – à laquelle il a participé sur fonds propres – il a participé à la Transat Jacques Vabre en 2017 et à la Transat AG2R en 2018 lors de laquelle il signe une belle 4ème place.
En parallèle de son parcours sportif, il a co-fondé en 2008 la société MARSAIL spécialisée dans l’évènementiel nautique et développé des solutions d’accompagnement managérial pour les entreprises en utilisant les outils spécifiques de la course au large.
Passionné par les interactions Sport-Entreprise, il est, depuis 2012, membre du laboratoire de recherche Sport MG Performance de l’Université d’Aix-Marseille. Dans ce cadre, il a principalement travaillé sur les problématiques de prise de décision et de motivation en milieu extrême.

## Palmarès
- 2023 : 
  - 8e de la Transat Jacques Vabre sur IMOCA V AND B - MONBANA - MAYENNE avec Maxime Sorel[2].
  - Sélection pour faire partie de l'équipage Spindrift à bord du maxi-trimaran Sails of Change (tentative pour le trophée Jules Verne)
  - Participation à The Ocean Race à bord de l'IMOCA Team Malizia et membre de l'équipage (participation à l'étape 4 - LEG 4)
- 2022 : 
  - 8e du défi Azimut sur IMOCA V AND B - MONBANA - MAYENNE avec Maxime Sorel
- 2021 : 3e de la Transat Jacques Vabre sur Charal avec Jérémie Beyou
- 2019[3] : 
  - Vainqueur Défi Azimut sur IMOCA Charal avec Jérémie Beyou
  - Vainqueur Rolex Fastnet Race sur IMOCA Charal avec Jérémie Beyou
  - 3e de la Transat Jacques Vabre sur IMOCA Charal avec Jérémie Beyou
  - Vainqueur de La Trinité-Cowes sur Lady First III
- 2018 : 4e de la Transat AG2R avec Pierre Leboucher sur Guyot environnement[4]
- 2016 : 10e de la Solitaire du Figaro
- 2015 : 
  - Vainqueur Tour de Corse à la Voile
  - 10e Tour de France à la Voile (Navigateur sur Maître Coq)
- 2014 : 
  - Co-skipper du 60 pieds IMOCA Maître CoQ
  - Responsable performance Maxi Trimaran Banque Populaire
- 2013 : 
  - 3e  de la Transat Jacques Vabre avec Jérémie Beyou sur Maître CoQ
  - 2e Rolex Fasnet Race sur 60 pieds IMOCA Maître CoQ
- 2012 : 
  - Skipper remplaçant d'Armel Le Cléac'h pour le Vendée Globe 2012
  - 3e du Tour de France à la voile (Navigateur sur Bretagne/Crédit Mutuel)
- 2011 : 
  - 3e de la Transat Jacques Vabre avec Armel Le Cléac'h sur l'IMOCA Banque Populaire VI
  - 3e du Tour de France à la voile (Navigateur sur Bretagne/Crédit Mutuel)
- 2010 : 
  - Benjamin et 8e de la Route du Rhum sur le monocoque 60 pieds IMOCA DCNS 1000
  - 4e du Tour de France à la voile (Navigateur sur Groovedrecci)
- 2009 : 
  - Abandon dans la Transat Jacques-Vabre
  - 6e de l'Istanbul Europa Race
- 2008 : 
  - 6e de la Solitaire du Figaro
  - 9e de la Cap Istanbul
  - 9e du championnat de France de course au large en solitaire
  - 1er de la Solo Figaro Arrimer aux Sables-d'Olonne
- 2007 : 3e du Tour de Bretagne à la voile avec Jérémie Beyou
- 2006 : 9e du championnat de France de course au large en solitaire
- 2005 : 
  - 1er du Challenge Espoir Crédit Agricole
  - 6e de la Generali solo Méditerranée sur le Figaro 2 Passeport FFV
  - 7e du Tour de Bretagne en double avec Nicolas Troussel sur le Figaro 2 All Mer - PEG
  - 1er du Tour de France à la voile
  - 1er du spi Ouest France
- 2004 : 
  - 1er  de la Route des îles Mumm 30
  - 1er du National Figaro équipage
- 2003 : 
  - 10e du championnat du Monde Mumm 30
  - 1er de la Route des îles Mumm 30

- 2002 : 
  - Vice-champion de France de course au large en équipage
  - 1er de la Primo cup
  - 2e de la SNIM
- 2001 : 
  - 8e du championnat de France Espoir First class 8
  - 2e du spi Ouest France avec Armel Le Cléac’h
- 2000 : 
  - 1er du Tour de France à la voile, classement amateur
  - Champion de France amateur de course au large
  - 1er du spi Ouest France avec Armel Le Cléac’h
  - 1er de la Primo cup Mumm 30
- 1999 : 
  - Vice-champion du monde 420
  - Champion de France espoir 420
- 1998 : 
  - 5e aux championnats du monde senior 420
  - Champion de France cadet 420
- 1997 : 
  - Championnats du monde junior et senior Laser radial